# 乍得—利比亞衝突
乍得-利比亚冲突是1978年至1987年间利比亞在乍得進行的一系列军事行动，作戰雙方分別是利比亚和它的乍得武裝組織盟友以及法国支持的乍得政府。利比亚在1969年利比亚绿色革命前就已開始干涉了乍得内政。 利比亚在1978年、1979 年、1980-1981 年和1983-1987年分別对乍得进行了四次武裝干预。在這四次武裝干預中，卡扎菲都得到了乍得内战中的多个派别的支持，而乍得政府則得到了法国政府的支持，法國政府在1978年、1983年和1986年也進行了军事干预。
1978年利比亚當局向乍得內戰中的武裝分子提供装甲、火炮和空中支援。 1986年战争接近尾声时，大多数乍得武裝分子联合起来反对利比亚对乍得北部的占领。 美国、薩伊和法国向乍得反利比亞武裝提供了反坦克和防空导弹。不久豐田戰爭爆發，利比亚军队被击溃并被驱逐出乍得，戰爭結束。
卡扎菲最初打算吞并乍得最北端的奥祖地带，他声称这是利比亚的一部分。  1972年，根据历史学家马里奥·阿泽维多的說法，卡扎菲的目标有所改變，他打算在當地建立一个從屬國，並且該國要与利比亚保持密切联系，他要確保对奥祖地带的實際控制以及将法国人驱逐出该地区，而且還要以乍得为基地，扩大其在中非的影响力。 